# زقازیق
زقازیق نام شهر و شهرستانی در استان شرقیه مصر است. جمعیت این شهر ۲۷۹۰۰۰ نفر بوده‌است.

## نگارخانه

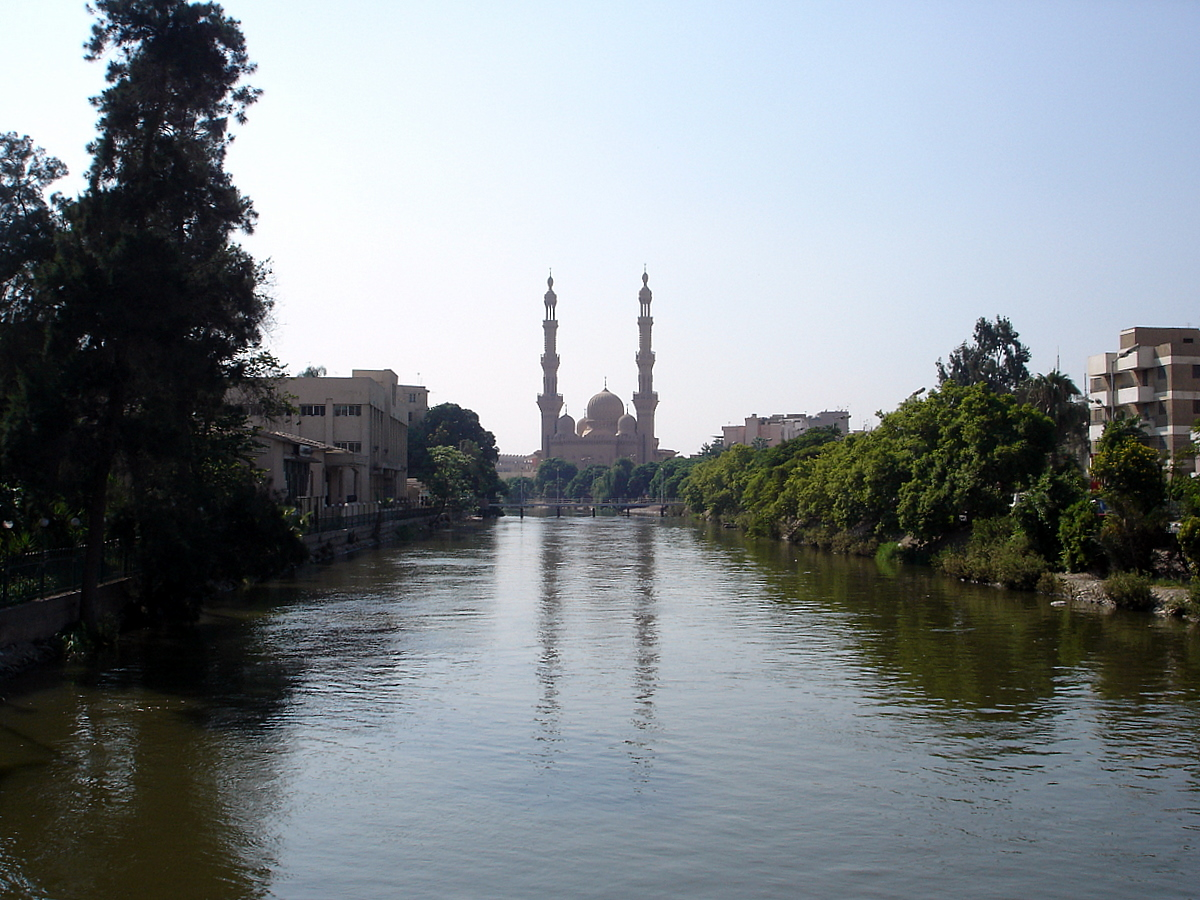